# Тускарь
Ту́скарь (Тускар, Тускорь, Тускор, Тускур) — река в Курской области России, правый приток Сейма; третий по величине среди притоков Сейма. Относится к бассейну Днепра. Берёт своё начало у деревни Новоалександровки Щигровского района. Притоки справа — Снова, Неполка, Обметь, Теребуж и Кур, слева — Виногробль, протоки — Кривец и Ровец. В устье реки расположен город Курск. Возле деревни Щетинка обустроено Курское водохранилище.

## История

### Упоминания
Одно из первых упоминаний в «Списке русских городов дальних и ближних»:
А се Киевьскыи гроди:…Путивль на Сѣми, Рылескъ, Курескъ на Тускорѣ…

### Гидроним
Не исключена возможность иранского происхождения названия, учитывая, в частности, местоположение этой реки. Вероятно, из иран. *tusk- «пустой», распространённого суффиксом -ara-, ср. авест. tusa-, ормури tusk-, пушту taš‎ из *tusa-, др.-инд. tucchá. Славянское и балтийское слова того же корня имеют иной фонетический вид.

## Острова
В городской черте Курска Тускарь с протокой Кривец, впадая в Сейм, образуют остров. На нём расположены Стрелецкая и Очаковская слободы и Цыганский бугор.